# San Vito di Leguzzano
San Vito di Leguzzano es un municipio italiano de 3.601 habitantes de la provincia de Vicenza (región de Véneto). 

## Demografía
| Gráfica de evolución demográfica de San Vito di Leguzzano entre 1861 y 2001 |
|                                                                             |
| fuente ISTAT - elaboración gráfica a cargo de Wikipedia                     |